# Wochenschrift des Vereines deutscher Ingenieure

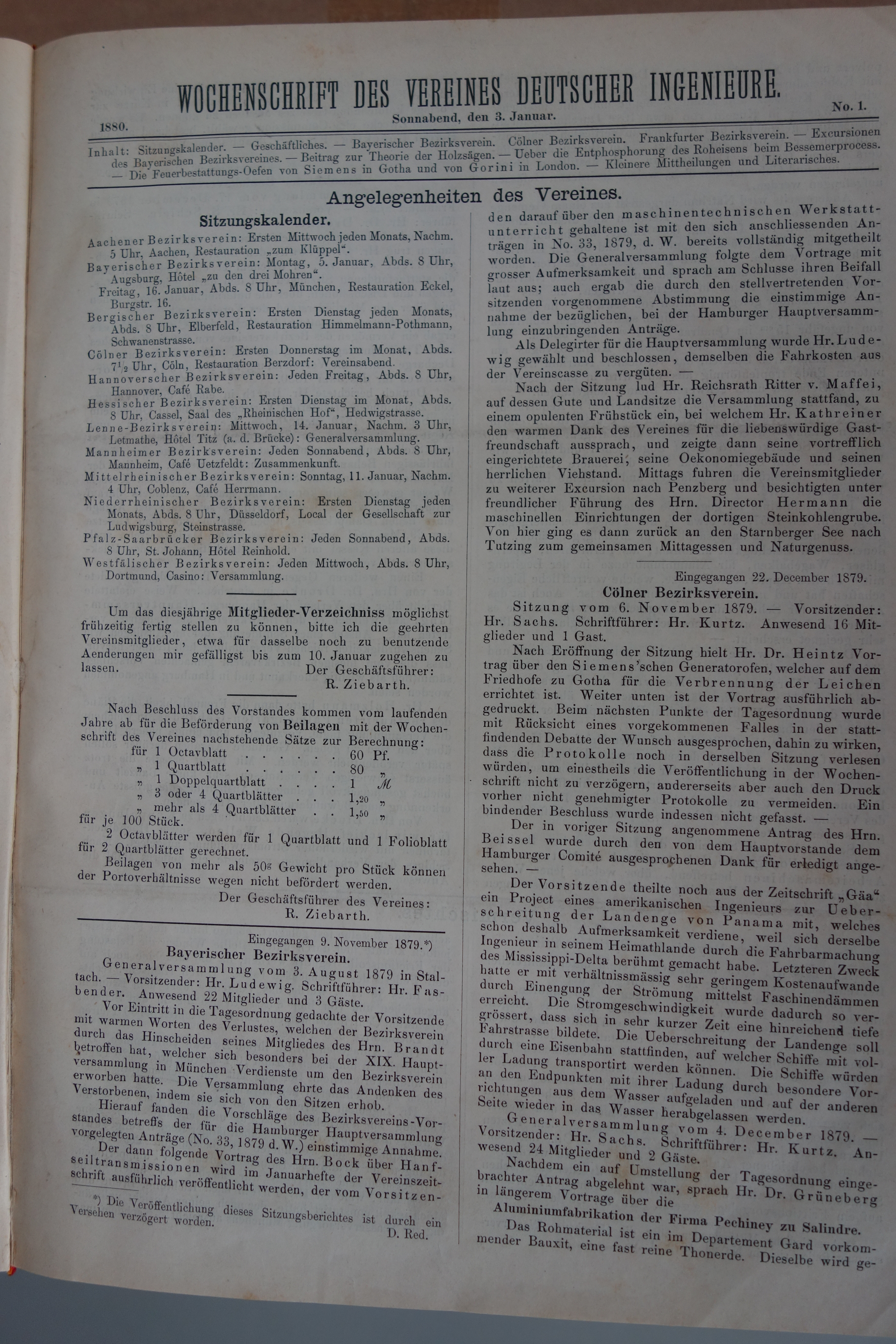
Titelblatt der Wochenschrift des Vereines deutscher Ingenieure vom 3. Januar 1880

Die Wochenschrift des Vereines deutscher Ingenieure war eine Zeitschrift, die zwischen 1877 und 1883 wöchentlich erschien. In ihr wurde der Entwurf der ersten VDI-Richtlinie veröffentlicht.

## Geschichte
1876 wurde vom Verein Deutscher Ingenieure (VDI) die Einrichtung einer zweiten Zeitschrift neben der Zeitschrift des Vereines deutscher Ingenieure beschlossen. Ziel war es, dass in ihr die Vereinsmitteilungen wie Mitteilungen des Vorstandes an die Mitglieder oder Berichte aus den Bezirksvereinen des VDI veröffentlicht werden sollten. Auch sollte potentiell Beitragenden die Gelegenheit gegeben werden, außerhalb wissenschaftlicher Publikationen kurze Erfahrungsberichte zu veröffentlichen. Das erste Heft erschien am 6. Januar 1877. Die Wochenschrift des Vereines deutscher Ingenieure war für VDI-Mitglieder kostenlos. Nichtmitglieder konnten sie zusammen mit der Zeitschrift des Vereines deutscher Ingenieure abonnieren, ein Einzelabonnement war nicht möglich.
Theodor Peters, der mit der Redaktion der VDI-eigenen Zeitschriften betraut wurde, beantragte erfolgreich auf der 24. Hauptversammlung 1883 des VDI in Dortmund, die beiden Zeitschriften zusammenzulegen. Peters ließ die Wochenschrift in der Zeitschrift des Vereines deutscher Ingenieure aufgehen, die von da an wöchentlich erschien. Als Grund für die Zusammenlegung wurde die Zersplitterung sowohl der Themenauswahl als auch des Anzeigengeschäfts genannt.
1882 wurde in der Wochenschrift des Vereines Deutscher Ingenieure der erste Entwurf der ersten VDI-Richtlinie veröffentlicht.